# Маунт Дезерт
Маунт Дезерт (енгл. Mount Desert Island) је острво САД које припада савезној држави Maine. Површина острва износи 280 km². Према попису из 2000. на острву је живело 10424 становника.